# Hymenoscyphus subularis
Hymenoscyphus subularis är en svampart som först beskrevs av Pierre Bulliard (v. 1742–1793), och fick sitt nu gällande namn av William Phillips 1887. Hymenoscyphus subularis ingår i släktet Hymenoscyphus och familjen Helotiaceae.   Inga underarter finns listade i Catalogue of Life.